# 微下臀電鰻
微下臀電鰻，為輻鰭魚綱電鰻目短吻電鰻科的其中一種，為熱帶淡水魚，分布於南美洲奧里諾科河上游支流流域，體長可達6.2公分，棲息在底中層水域，生活習性不明。

## 扩展阅读
維基物種上的相關：微下臀電鰻